# Villons-les-Buissons
Villons-les-Buissons er en kommune i Calvados departementet i Basse-Normandie regionen i det nordvestlige Frankrig. Byen ligger 7 km fra Caen.

## Historie
Villons-les-Buissons blev befriet om aftenen på D-dag af canadiske soldater fra North Nova Scotia Highlanders. I august og september blev der bygget og drevet en flyveplads af britiske og norske soldater.
I en årrække har Villons-les-Buissons haft tendens til at blive en soveby som følge af udbygningen af en række parcelhuskvarterer.

## Seværdigheder og monumenter
- Monument norvégien, 6 meter høj søjle omgivet af det franske og det norske flag. Mindesmærket blev indviet den 7. juni 1984 under overværelse af Olav 5. af Norge til minde om de nordmænd, som døde under befrielsen af dette område.
- Kirke fra det 13. og 14. århundrede hvor kirketårnet og koret er optaget i den supplerende fortegnelse over historiske monumenter i Frankrig (ISMH, 12/04/1927).